# Musée sous-marin de Cancún
Le musée sous-marin de Cancún est une organisation à but non lucratif basée à Cancún au Mexique et consacrée à l'art de la conservation. Ce musée comprend 500 sculptures dans trois galeries différentes submergées entre 3 et 6 mètres de fond entre 2009 et 2013. Une série de sculptures de Jason deCaires Taylor et de cinq autres sculpteurs mexicains du parc national de Cancún. Le musée a été imaginé par Jaime Gonzalez Canto avec l'aide du sculpteur Jason deCaires Taylor.

## Galerie

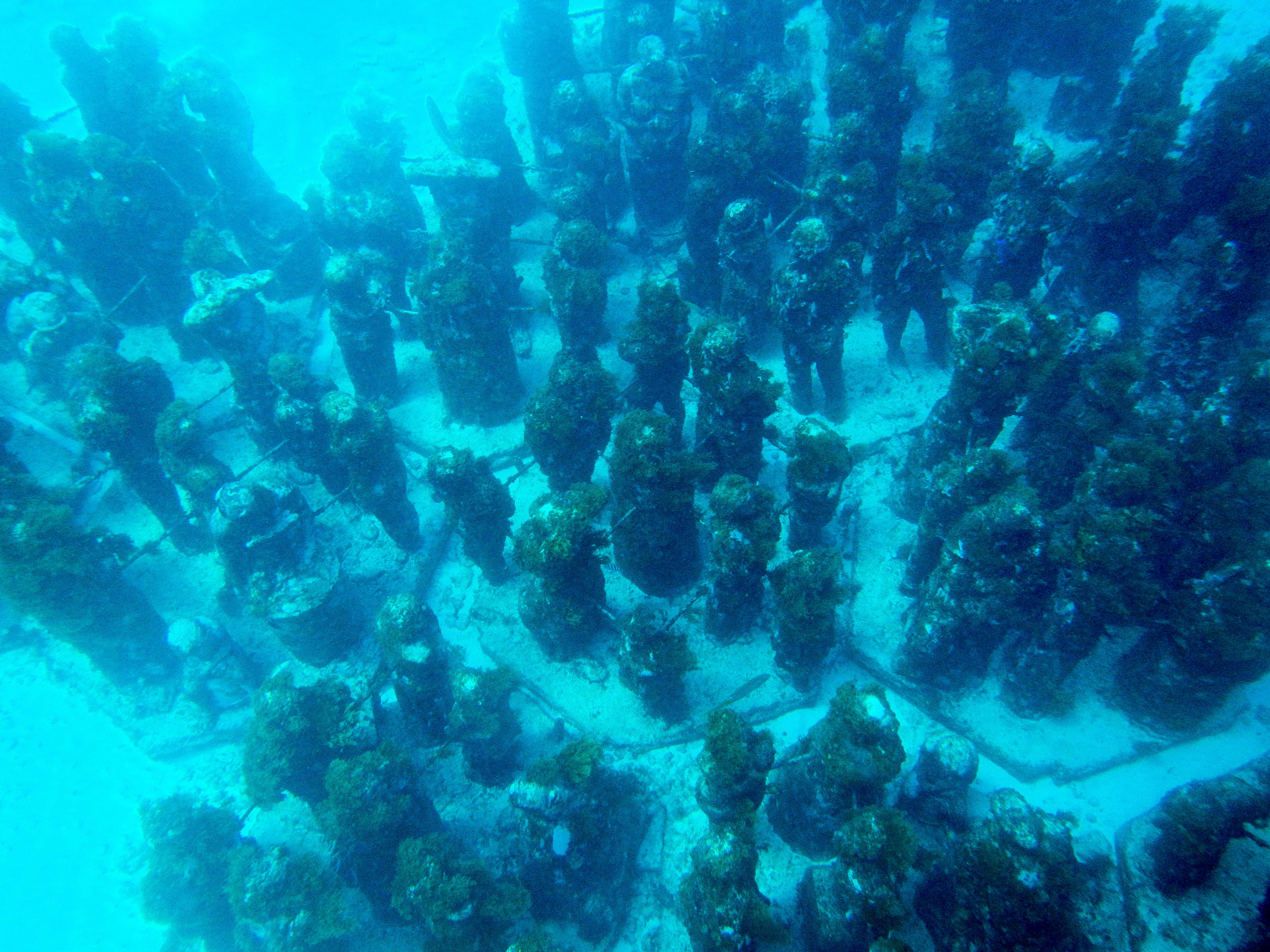
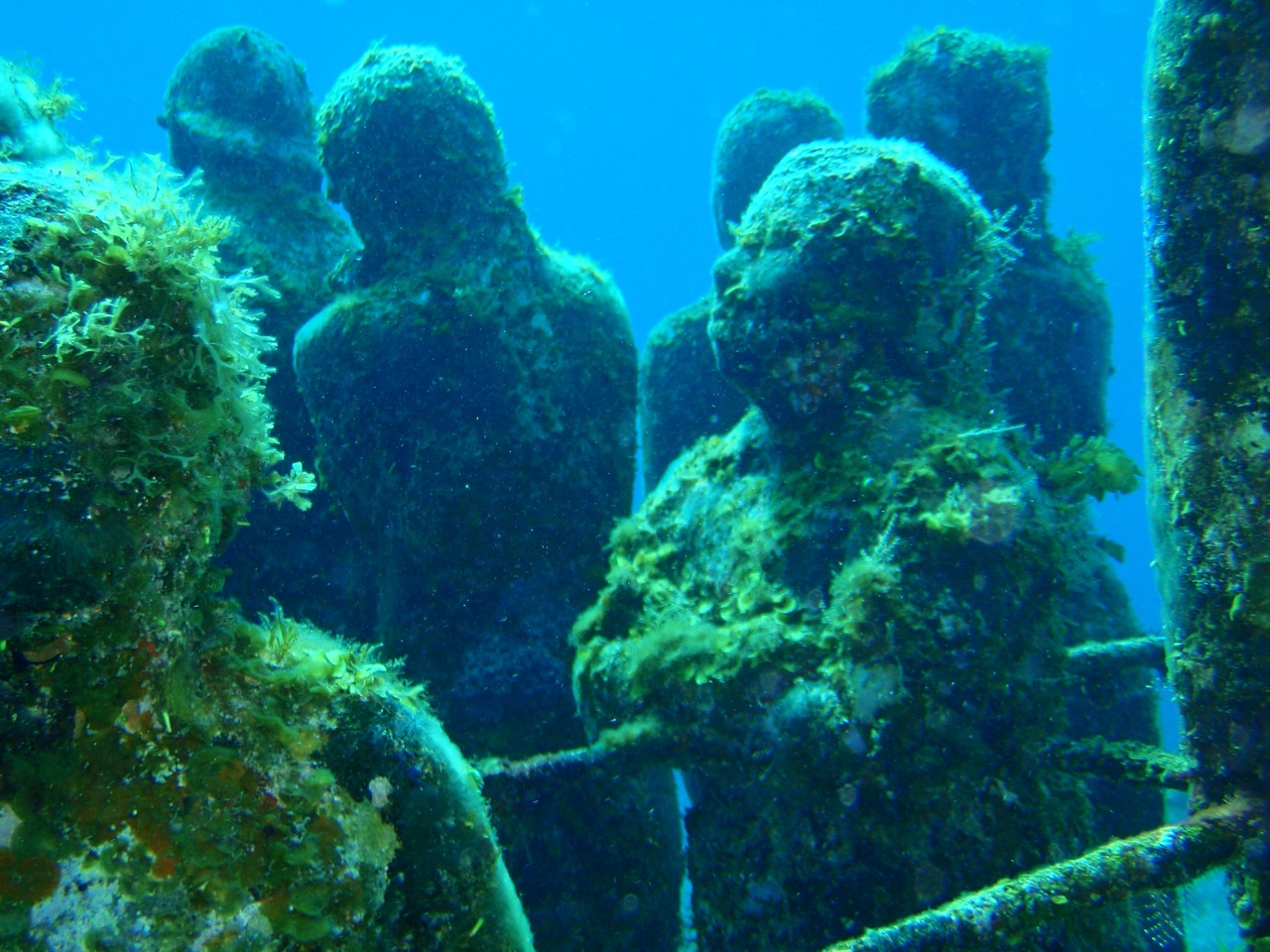
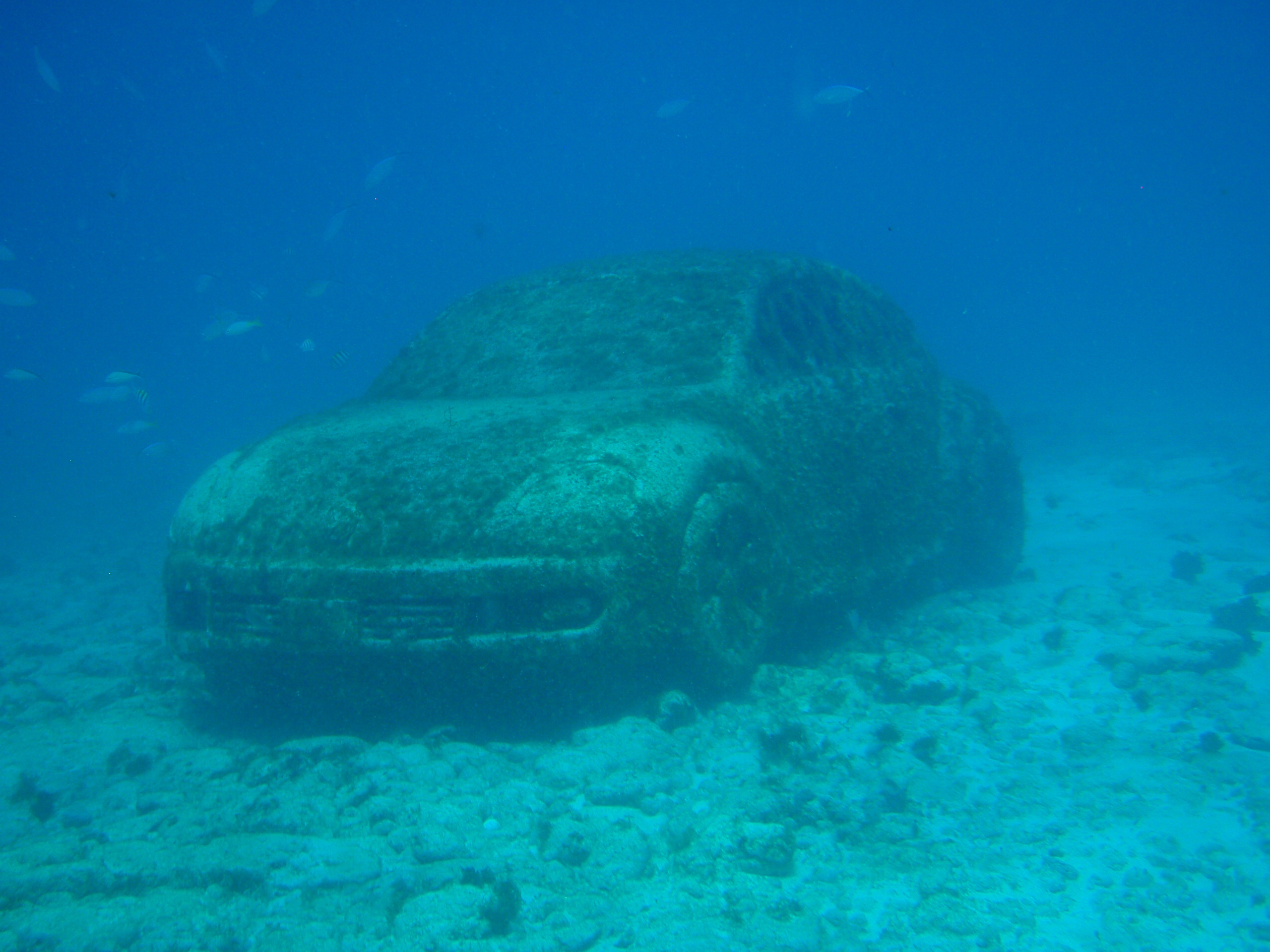
Une Volkswagen

## Sources
- (en) Cet article est partiellement ou en totalité issu de l’article de Wikipédia en anglais intitulé « Cancun Underwater Museum » (voir la liste des auteurs).